# Brynolf Wennerberg den äldre
Gunnar Brynolf Wennerberg, född den 16 augusti 1823 i Lidköping, död den 3 oktober 1894 i Göteborg, var en svensk målare av Düsseldorfskolan och godsägare. Han var son till sedermera kontraktsprosten i Lidköping Gunnar Wennerberg den äldre (1782–1860), vilken var den förste i släkten som tog namnet Wennerberg, och Sara Margareta, född Klingstedt (1787–1875); bror till skalden och tonsättaren Gunnar Wennerberg; och far till den utomlands verkande konstnären Brynolf Wennerberg den yngre, samt till Sara Wennerberg-Reuter.
Han arrenderade krongodset Djurgården vid Ullersund, Kålland, i Otterstads församling utanför Lidköping från kort före sitt första äktenskap 1863. 1889 totalförstördes huvudbyggnaden genom en eldsvåda.

Wennerberg hade ett stort intresse både för musik och målning, men valde så småningom det sistnämnda. Han studerade först för Uno Troili (1815–1875). År 1850 fortsatte han sina konststudier i Köpenhamn. Tillsammans med sin bror Gunnar, som fått ett kungligt stipendium, gjorde han ett år senare en studieresa till Tyskland. De for med skepp från Köpenhamn till den dåvarande pommerska staden Stettin och fortsatte med järnväg till Berlin och Leipzig, där de besökte museer och gick på konserter. I Düsseldorf anmälde sig Brynolf Wennerberg som student vid Königlich-Preußische Kunstakademie, medan brodern fortsatte till Italien. Vid denna tid var Wilhelm von Schadow (1788–1862) rektor vid akademin. Den kallades allmänt Düsseldorfskolan och hade ett mycket gott rykte och förstklassiga elever. Wennerberg var efter Carl d'Unker (1828–1866) akademins andre svenske student. Han var 28 år när han 1852 påbörjade sina studier i Düsseldorf, vilka pågick i tre år. Under denna tid hade han som lärare Karl Ferdinand Sohn (1805–1867) och Rudolph Wiegmann (1804–1865). 

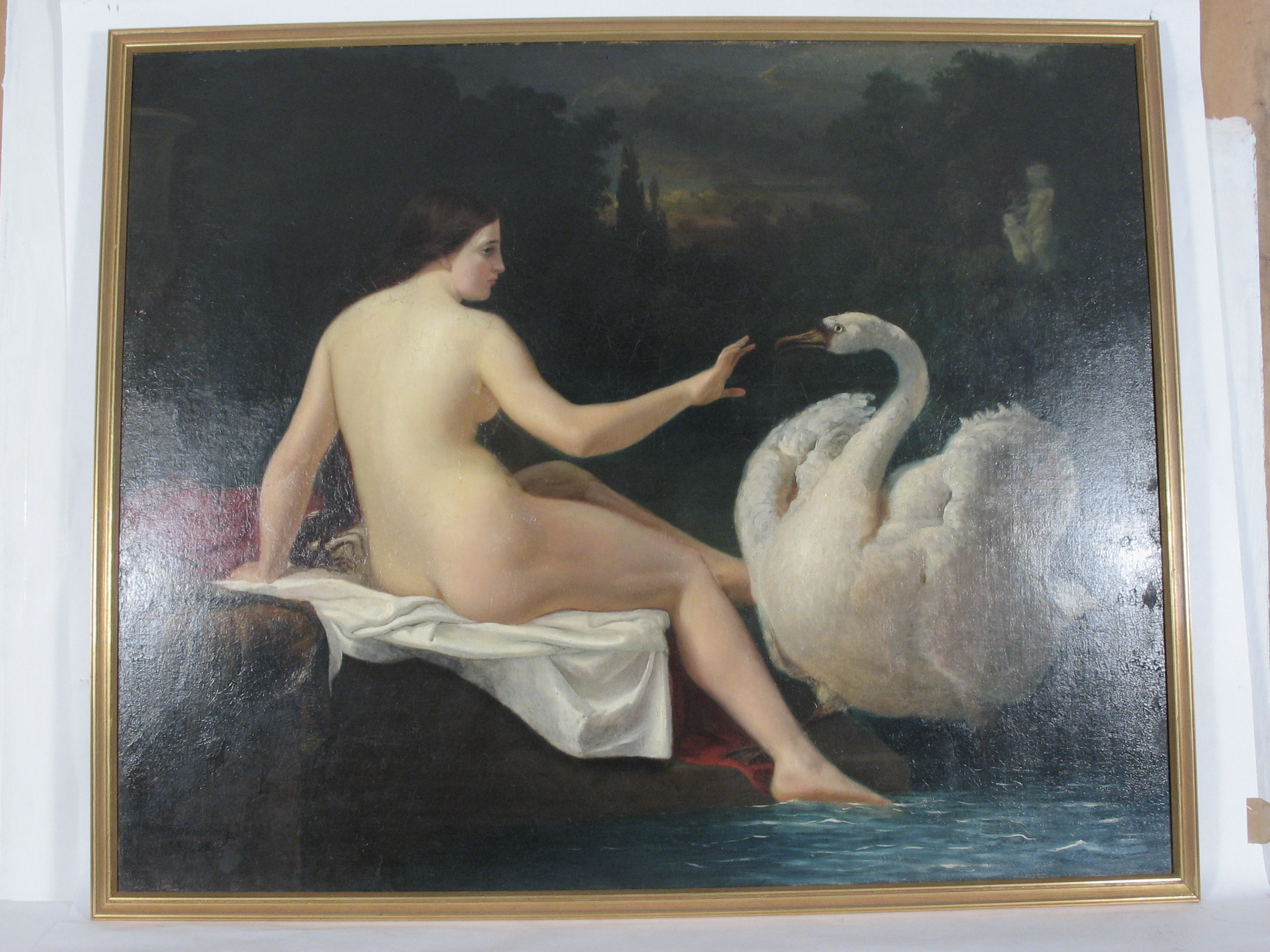
Oljemålning med motiv ur den grekiska mytologin "Leda och svanen", signerad i nedre vänstra hörnet, B Wennerberg Dy 55 (Düsseldorf 1855).

Studieplanen var sedan 1831 följande: Under det första året undervisades i teckning, kopiering efter naturmotiv och antika skulpturer, samt proportionalitet. Året därpå tematiserades teckning som under antiken, samt avbildning av levande modeller. I avslutningsklassen undervisades komposition. I årskurs två studerade Wennerberg genremåleri (folklivsbilder) och bytte sedan till historiemåleri. Hans betyg var oftast övergenomsnittligt, särskilt som hästmålare, dock inte i arkitektur. För flit och uppförande gavs också betyg och där fanns det stora variationer i Wennerbergs fall. Under sin tid i Düsseldorf bodde han på Rosenstraße.

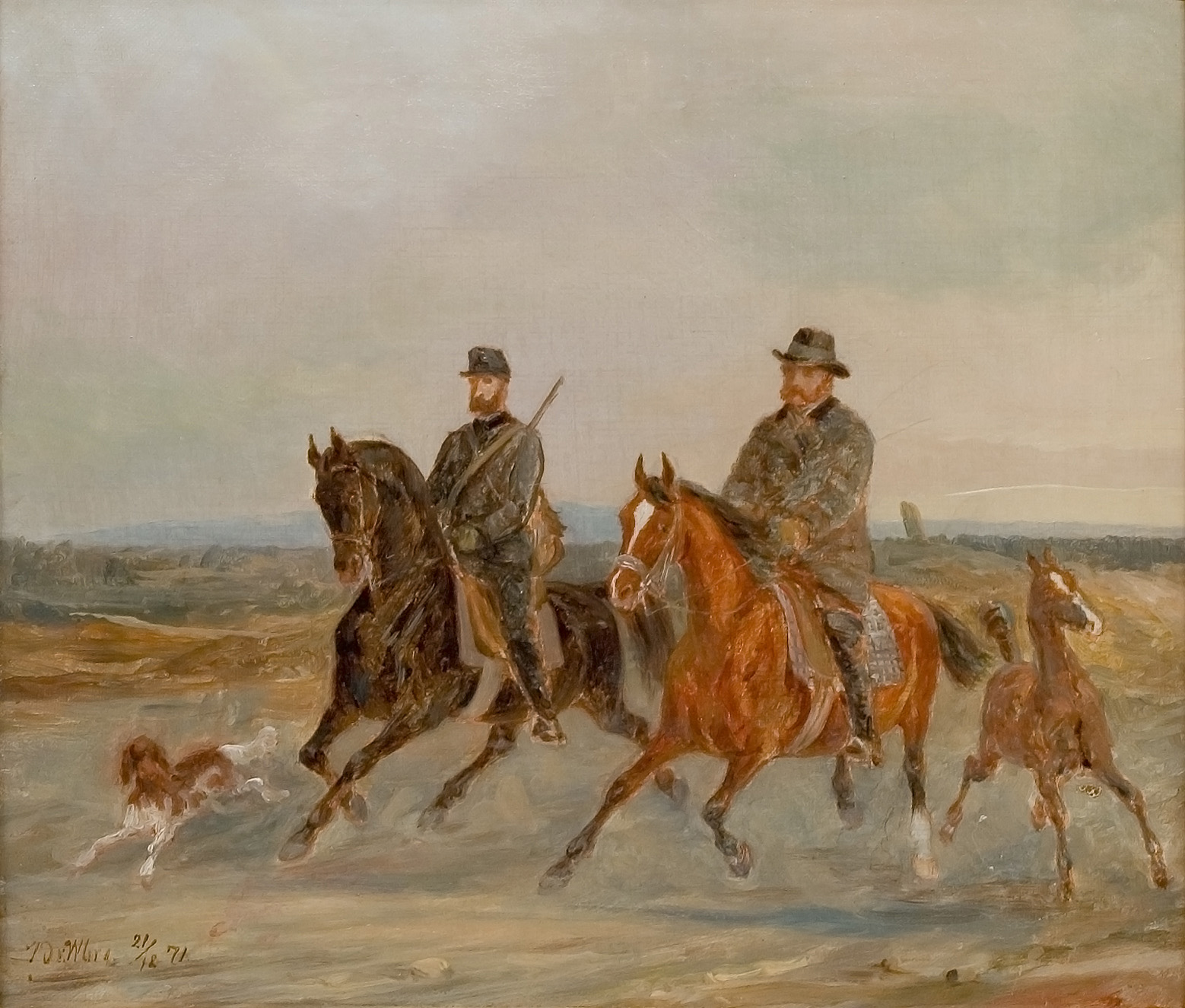
Greve Axel Rudenschöld och konstnären Brynolf Wennerberg till häst på Kållandsö. Oljemålning från 1871 av Brynolf Wennerberg, Djurgården.

Efter sina studier återvände Brynolf Wennerberg hem till prästgården i Lidköping. Tillsammans med två andra konstnärer skapade Wennerberg ett album på tre språk som kallades "Bilder ur Svenska Folklifvet", vilket gjorde stor succé. Samtidigt målade han greve Torsten Rudenschöld och sin far, prosten. Båda bilderna ställdes 1856 ut på Stockholms konstakademi, som även köpte den ena. Pengarna innebar att Wennerberg fick råd med en ny utlandsresa. 1857 styrde han kosan mot Paris och hyrde en ateljé. Han tog lektioner av Thomas Couture (1816–1879) och träffade sin förste lärare Troili igen. Wennerberg umgicks mycket med konstnären John Arsenius (1818–1903) under denna tid. Men 1860 återvände han till Lidköping och gifte sig med Georgina Charlotta Schoug (1830–1870), dotter till den välbärgade handelsmannen Johann Peter Schoug (1802–1890) som härstammade från Tyskland. I detta äktenskap blev han far till lärarinnan Dagmar Gunilla (1864–1910), konstnären Brynolf Wennerberg den yngre (1866–1950) och Sara Ingrid Charlotta (1868–1928), som så småningom hushållade för greve Axel Rudenschöld efter att hans hustru Sara Eufrosyne Gunilla Wennerberg, hennes faster, hade avlidit.
Konstnären Brynolf Wennerberg skulle i framtiden komma att försörja sin familj som lantbrukare och godsherre. Om vintern, när stuteriet var mindre arbetskrävande, ägnade han sig åt måleriet.
År 1870 dog hustrun Charlotta i lunginflammation. Två år senare gifte sig Wennerberg med hennes yngre syster Eugenia Louise (1845–1915), född Schoug. I detta äktenskap blev han far till Barbro, kompositören och organisten Sara Margarete Eugenia Wennerberg-Reuter (1875–1959), Jan Peter Skoglar, som senare tog tillnamnet Brynolfsson och bland annat upptecknade historier från Kållandstrakten, och Sten Gunnar Torbjörn (1882–1957), som även han senare tog tillnamnet Brynolfsson och blev rektor i Alsterbro.

Krongodset Djurgården blev en samlingspunkt för konstnärer, samt även högreståndspersoner från trakten. Dit reste om sommaren artister som Reinhold Callmander (1840–1922), lärare vid Valands målarskola i Göteborg och en av grundarna till det modernistiska Konstnärsförbundet, som opponerade mot Konstakademien; norrmannen Frederik Collett (1839–1914) som gjorde sig ett namn som friluftsmålare; Wilhelm Dahlbom (1855–1928), som hade illustrerat August Strindbergs bok om gamla Stockholm; och stämningskonstnären Mauritz Lindström (1843–1923) som senare gjorde karriär i England. Dessutom umgicks den välbärgade familjen Wennerberg mycket med konstnärerna Isabella von Koch från godset Senäte i närheten, och kapten Jakob Ahlberg, från godset Idet. Musikerna representerades bland andra av medlemmar ur familjen Meissner. Hjalmar Meissner (1865–1940) skulle senare göra karriär som kapellmästare i Stockholm. Hans hustru, operasångerskan Emma Meissner, blev berömd som Sveriges första Glada änka. 

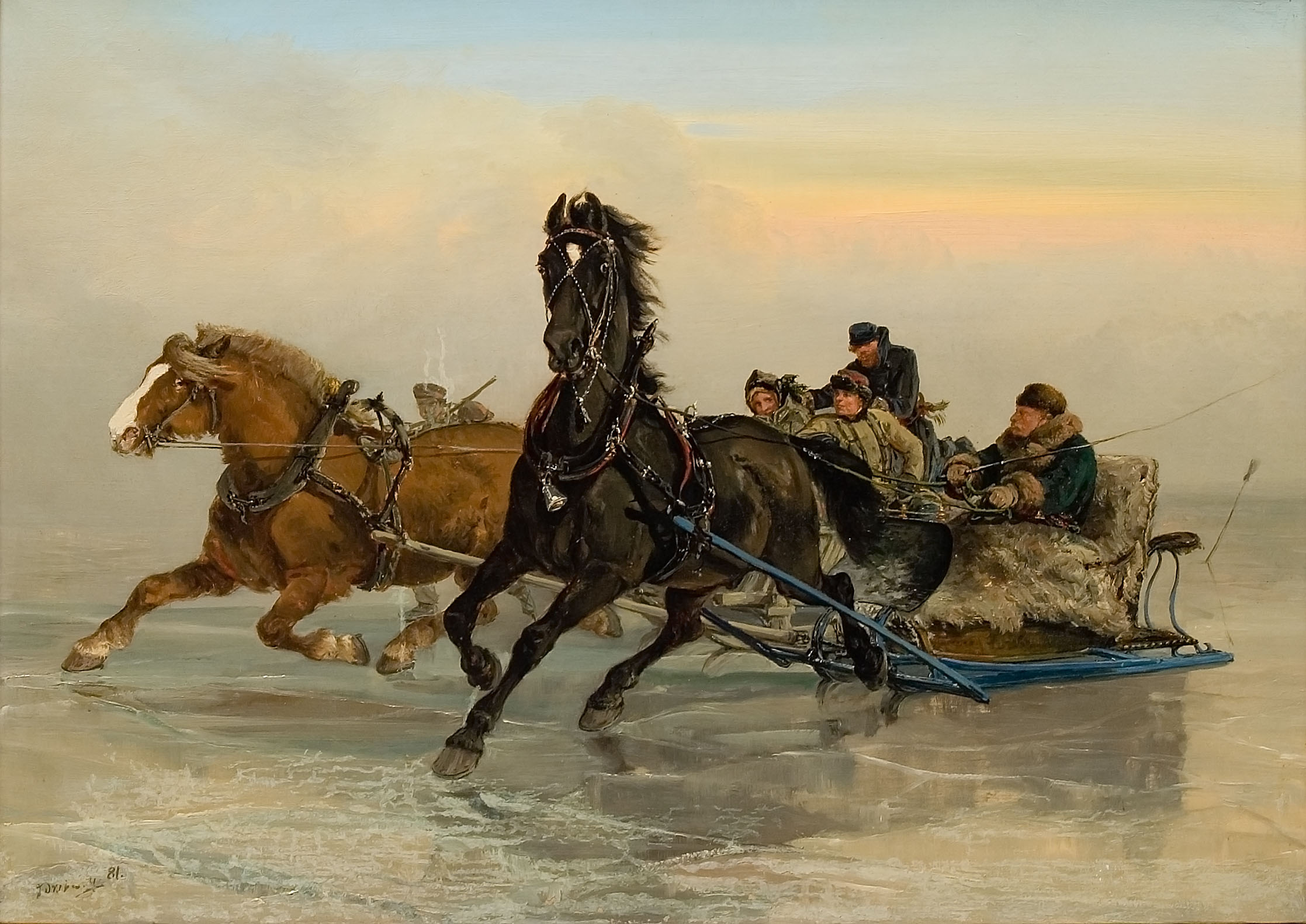
Oljemålning, med titel "Isfärden". Föreställande ett slädparti med fem män och två hästar.

Som målare kunde Wennerberg redan som ung måla mjuka och nyanserade bilder i härliga färger, till exempel "Leda och Svanen" och porträttet av sin första hustru. Överhuvudtaget specialiserade han sig på familjeporträtt och genremåleri, som "Isfärden - Kappkörning på Vänerns is" och "Greve Axel Rudenschöld och konstnären Brynolf Wennerberg till häst på Kållandsö". Uppmuntrad av sin vän Arsenius, som också var en känd hästmålare, skickade Wennerberg in två bidrag, där hästar avporträtterades, till den Nordiska Utställningen i Köpenhamn 1888. Han deltog i flera utställningar, bland annat på Konstakademien mellan 1860 och 1890, med sina hästmålningar, men hans verk väckte ingen större uppmärksamhet. Under denna tid blev Wennerbergs färger klarare i tonen och mera realistiska. Tore Hartung den äldre skrev: "Brynolf Wennerberg blev inte av sin samtid uppskattad efter förtjänst, men han var en skicklig, självständig och tidstypisk konstnär. En modern konstkritiker har sagt om honom att han var en skarpögd observatör med förmåga till långt driven individualisering. Och det är inget dåligt betyg."
År 1889 utbröt en stor brand på godset Djurgården och huvudbyggnaden förstördes. Några målningar och flygeln, som var en gåva från brodern Gunnar, och nu står på Vänermuseet, kunde räddas, men familjen gav upp sitt hem och flyttade till Göteborg. De yngre barnen skickades till internatskolor. Men Wennerberg tillbringade somrarna i Djurgårdens flygelbyggnad fram till sin död. Den 3 oktober 1894 dog han i Göteborg. Brynolf Wennerbergs konst finns spridd över hela landet, bland annat kan verk beskådas på Vänermuseet. En större samling finns även på gården Idet  och på Nationalmuseum i Stockholm finns en teckning.